# سالنا (خواننده)
سالنا (به انگلیسی: Salena) با نام اصلی سلینا-ماریا ادباوئر (به انگلیسی: Selina-Maria Edbauer) (زاده ۱۱ مارس ۱۹۹۸) خواننده و ترانه‌سرا اتریشی است.
او به همراه تیا نماینده اتریش در یوروویژن ۲۰۲۳ بود.